# Јав, Прав и Нав
Јав, Прав и Нав су према вјеровању Старих Словена три свијета. Нав представља свијет мртвих, Јав реалност и свијет живих, док се термин Прав односи на свијет који управља Универзумом помоћу одређених закона и правила који се морају поштовати.
Словени су вјеровали да душа покојника након смрти прелази у други живот. Душа одлази или у нав или у рај, загробне предјеле за које је, на основу постојања обје ријечи у свим словенским језицима, Луј Леже претпоставио да су два одвојена мјеста - рај и пакао Ријеч рај коју је хришћанска црква усвојила преузевши је из старословенске митологије означава мјесто намијењено праведницима након смрти.

## Обичаји и вјеровања
Услијед немогућности поимања појма загробног живота и његових димензија и граница, Словени су вјеровали да се живот након смрти налази с друге стране мора. У корист томе говори обичај сахрањивања - полагање мртвог у чамац који бива гурнут у море. Понекад би, због раздаљине од мора, Словени своје мртве спаљивали, а претходно би их симболично стављали у чамац. Мишљење да је други свијет негдје преко преко мора поткрепљује и српско вјеровање да куга када долази да мори људе прелази преко мора. Значајну улогу такође има вода, посебно текућа, која има значајну улогу у погребном култу: када се пере одећа умрлог у ријеци након погреба, обавезно се симболично пусти неки мањи дио одјеће низ воду. Такође вода која је била крај покојника се просипа у поток или ријеку. Према другом вјеровању, загробни живот се налази под земљом и њему је могуће приступити из свијета живих кроз неку пећину или јаму. Словени су, поред обреда са водом, своје мртве сахрањивали и закопавали у поља, при чему је покојниково лице окретано ка Сунцу које се рађа. Арапски путописац Ахмед ибн Фадлан је забиљежио да је, ипак, код Словена обичај спаљивања преминулог био најчешћи.
Да би у животу након смрти покојник имао мира, морао је бити сахрањен по прописима. Такође, било је неопходно остављати храну и пиће на гробу да душа покојника не би била гладна или жедна на оном свијету. У Србији је, код Пожаревца, забиљежен обичај да се оставља штап поред мртваца - да би покојник на ономе свијету могао бранити своју храну од гладних душа. Поред наведеног, присутан је обичај одасипања пића на под који прати вјеровање да у доњем свијету влада вјечита жеђ.